# Flavio Portaluppi
Flavio Portaluppi (Milano, 2 marzo 1971) è un ex cestista e dirigente sportivo italiano.

## Carriera
Playmaker con un ottimo tiro da tre punti, già all'età di 13 anni divenne l'incubo delle squadre giovanili lombarde. Era soprannominato "Lupo".
Bandiera dell'Olimpia Milano, dove ha militato tra gli anni ottanta e novanta, tranne una breve parentesi con l'Aresium Milano nel biennio 1990-1992, conquistando uno scudetto ed una coppa Italia nel 1996.
Nel 2002 lascia la squadra meneghina, dopo averla miracolosamente salvata all'ultima giornata nello spareggio-salvezza contro l'Andrea Costa Imola, e passa a Castelletto Ticino dove conquista due promozioni in Legadue (la prima da spettatore in quanto assente per infortunio). Nel 2005 approda alla Vanoli Soresina.
Dopo il ritiro dal 2010 al 2012 ricopre il ruolo di direttore sportivo alla Vanoli Cremona.
Il 18 luglio 2012 viene nominato nuovo general manager dell'Olimpia Milano in sostituzione di Gianluca Pascucci, passato agli Houston Rockets nell'NBA. In quel ruolo vince lo scudetto 2013-14.
Nell'agosto 2014 viene designato dall'Olimpia Milano come nuovo presidente della società in sostituzione di Livio Proli. Rientrato lo stesso Proli in società nella stagione seguente, riprende la carica di general manager. Lascia l'incarico al termine della stagione 2017-2018.
Nell'estate 2020 torna alla Vanoli Cremona in veste di general manager.
L'11 giugno 2025, viene annunciato come nuovo GM della Fortitudo Bologna.

## Palmarès
- Campionato italiano: 2

Olimpia Milano: 1988-89, 1995-96
- Coppa Korać: 1

Olimpia Milano: 1992-93
- Coppa Italia: 1

Olimpia Milano: 1996